# Убодина
Убодина или убодна рана (лат. vulnus punctum) јесте врста ране настала пенетрацијом шиљка механичког оруђа (нпр нож, шило, шрафцигер, ексер, и др.) или шиљатих делова објеката (нпр машина, уређаја, возила, дрвета итд).

## Епидемиологија
Убоди ножем и другим шиљатим механичким оруђем данас су уобичајени међу бандама и у затворима јер су ножеви јефтини, а шиљати предмети се лако набаве (или произведу), и могу се сакрити и релативно су ефикасни. 
Само у 2013. години догодило се око 8 милиона убода ножем.

## Историја
Убоди ножем или бодежом су били уобичајени током читаве људске историје и били су средство коришћено за убиство бројних истакнутих историјских личности, као што су други калиф Омар и римски диктатор Гај Јулије Цезар и цар Калигула.
У Јапану, историјска пракса намерног убода ножем у ритуалном самоубиству позната је као сепуку (колоквијално хара-кири, буквално „сечење по трбуху“ јер подразумева резање предњег зида трбуха). У глобалу, сепуку се и није састојао у дословном самоубиству, већ у задавању смртоносних рана, убодом бодежа у леву доњу страну трбуха и парањем у десну страну, након чега би му помагач одсекао главу (која је по правилима морала остати висити на једном комадићу коже).

## Судскомедицинске карактеристике
- Код ове врсте ране сила делује на мањем простору (за разлику од секотине), што омогућава лакше продирање оруђа у дубину Оружје за убиство (нож), докази и фотографије из случаја убиства (убода ножем) у Трондхеајму, Норвешка 1928. Из Норвешког националног музеја правде у Трондхејму, Норвешка, јавни музеј који излаже артефакте из кривичног правосуђа у земљи и историје спровођења закона.ткива.
- Зато код убодине постоји несразмера између малог отвора и дугачког простора ране.
- Облик отвора убодине, зависи од правца деловања оруђа у односу на еластична влакна коже. Ако је правац дејства исти као правац пружања еластичних влакана, ивице ће се додиривати; ако су влакна попречно пресечена, оне ће зјапити, за разлику од њиховог косог пресецања, када ће отвор бити асиметричан.
- Величина отвора ране зависи не само од попречног пресека оруђа већ и од еластичности влакана ткива у који оно продире (може бити за неколико милиметара краћи или дужи)
- Ивице улазног отвора ране и стране су обично глатке, равне, ненагњечене и без крвног подлива.[1]
- Зависно од врсте оруђа отвор ране може бити;

- овалан,
- кружан,
- троугласт итд.

### Прободина и забодина
- Ако убодина, сем улазног отвора има и излазни отвор (нпр убодина која захвата целу дебљину бутине) онда се таква рана назива прободина.[1]

- Ако је убодина без излазног отвора, тако да продор односно убодина завршава у ткиву (нпр убодина трбуха чији се канал слепо завршава у јетри), онда такву убодину називамо забодина.[1]

### Врсте шиљатог оруђа-оружја
- Шкотски нож
- Трокраки бодеж из периода Ренесансе
- Разлика између бови ножа и Арканзаске „чачкалице“
- Вакизаши нож за сепико
- Hans von Gersdorff, Теренска књига медицине рана, 1517.

## Терапија
Иако је раније жртва убода у стомак била подложна експлораторној хируршкој лапаротомији, сада се сматра безбедним да се убодена особа не оперише ако је стабилна. У том случају, убодену особу би требало посматрати и пратити знакове декомпензације који указују на озбиљну повреду. 
Ако пацијент у почетку има убодне повреде и нестабилан је, онда би требало одмах започети лапаротомију да би се открила и исправила свака унутрашња повреда.

## Последице
Последице нанетих убодина могу бити:
- повреда већих крвних судова праћена обилним крварењем, све до искрварења, тампонаде органа (због хематоторакс),
- повреда унутрашњих органа, са отварањем телесне дупље што може да доведе до пнеумоторакса, ваздушне емболије, аспирације крви,
- настанак локалне и опште инфекције.

## Терапија
Убодина се као и остале ране лечи на један од следећих начина:
- тоалета ране.
- дебридман и ревизија ране.[9]
- санација оштећења великих крвних судова и пенетрантних отвора на телу (ако постоји потреба)
- анитетанусна заштита.[10]
- антибиотска заштита и остала симптоматска терапија (надокнада течности, крви и купирање болова)